# Феліпе Алмейда Ву
Феліпе Алмейда Ву (порт. Felipe Almeida Wu; нар. 11 червня 1992, Сан-Паулу, Бразилія) — бразильський стрілець, срібний призер Олімпійських ігор 2016 року.

## Виступи на Олімпіадах
| Олімпіада           | Дисципліна                       | Місце |
| ------------------- | -------------------------------- | ----- |
| Ріо-де-Жанейро 2016 | пневматичний пістолет, 10 метрів | 2     |
| Ріо-де-Жанейро 2016 | пістолет, 50 метрів              | 39    |